# Gérard Mégie
Gerard Jean-Jacques Mégie (* 1. Juni 1946 in Paris; † 5. Juni 2004 ebenda) war ein französischer Physiker im Bereich der Atmosphärenforschung und Vorsitzender der Forschungsorganisation Centre national de la recherche scientifique (CNRS).

## Werdegang
Mégie studierte ab 1965 an der École polytechnique. Von 1968 bis 1974 arbeitete er bei der staatlichen Raumfahrtagentur CNES. 1974 trat er in den CNRS ein. Im Jahr 1976 wurde er zum Doktor der Naturwissenschaften (Docteur ès Sciences) promoviert. In den Folgejahren setzte er seine Karriere im CNRS fort. 1988 wurde er Professor an der Université Pierre et Marie Curie (UPMC) in Paris. Von 1996 bis 2000 war er Direktor des gemeinsam vom CNRS, der UPMC und der Universität Versailles betriebenen aeronomischen Dienstes (Service d'aéronomie), in dem er zuvor bereits seit 1984 stellvertretender Direktor gewesen war.
Mégie war Gründer und von 1991 bis 2000 Leiter des institutionsübergreifenden Institut Pierre-Simon Laplace (benannt nach dem gleichnamigen Gelehrten des 18. Jahrhunderts). Im Jahr 2000 wurde er Vorsitzender des CNRS, ein Amt, das er bis zu seinem Tode innehatte.

## Leistungen
Mégies Forschungsgebiet waren die Physik und Chemie der Erdatmosphäre sowohl mit experimentellen als auch mit theoretischen Methoden. Er untersuchte zunächst den Ursprung metallischer Spezies in der oberen Atmosphäre. Anschließend widmete er sich der Erforschung anthropogener Änderungen der Ozonschicht in der Stratosphäre.
Die Schwerpunkte von Mégies Arbeiten bildeten zum einen die Entwicklung neuer Messmethoden für atmosphärische Kenngrößen mittels Laserfernmessung, zum Beispiel Lidar-Methoden, zum anderen die Modellierung natürlicher Schwankungen des Ozongehalts der Atmosphäre sowie von dessen Veränderungen als Folge menschlicher Aktivität.
Er trug bei zur Entwicklung und Indienststellung zahlreicher boden-, luft- und satellitengestützter Messsysteme und koordinierte mehrere Messkampagnen zur Ozonkonzentration in Arktis und Antarktis.
Zuletzt widmete er seine Forschungsarbeiten den chemischen Gleichgewichtsprozessen in der Troposphäre unter dem Einfluss der Luftverschmutzung durch Photooxidantien sowie den allgemeineren Zusammenhängen zwischen Veränderungen in der Chemie der Erdatmosphäre und den Problemen des Klimawandels. Ebenso war er an interdisziplinären Projekten zu den wirtschaftlichen und gesellschaftlichen Folgen von Umweltproblemen beteiligt.

## Ehrungen und Auszeichnungen

### Zu Lebzeiten
Im Jahr 1987 wurde Gérard Mégie die Silbermedaille des CNRS verliehen. 1992 erhielt er den Großen Preis (Congress award) der International Union of Air Pollution Prevention and Environmental Protection Associations, 2001 den Großen Preis der Atomenergiekommission der französischen Akademie der Wissenschaften. Die European Geosciences Union verlieh ihm 2004 die Alfred-Wegener-Medaille und ernannte ihn zum Ehrenmitglied.
Im Jahr 1998 wurde Mégie zum Mitglied des Institut Universitaire de France ernannt. Zudem war er Mitglied der französischen Akademie der Wissenschaften sowie weiterer französischer und internationaler Gelehrtengesellschaften.
Mégie war Ritter (Chevalier) des Ordre national du Mérite und der Ehrenlegion.

### Postum
Die Akademie der Wissenschaften vergibt seit 2005 einen nach ihm benannten Preis, den Prix Gérard Mégie. Er ist mit 15.000 Euro dotiert und wird alle zwei bis drei Jahre für herausragende Arbeiten im Gebiet der Erforschung der Atmosphäre, der Ozeane, der Kryosphäre oder deren Wechselwirkungen verliehen. Preisträger können ein einzelner Wissenschaftler oder eine Forschungsgruppe aus Frankreich oder dem Ausland sein.
Im Februar 2008 wurde im antarktischen Adélieland eine Gedächtnistafel zu seinen Ehren errichtet. Zu diesem Anlass gaben die französischen Süd- und Antarktisgebiete eine ihm gewidmete Briefmarke aus.

## Publikationen
Im Lauf seiner Karriere veröffentlichte Mégie etwa 240 wissenschaftliche Fachartikel, davon über 100 in internationalen Peer-Review-Zeitschriften, sowie mehrere Bücher, von denen eines (Ozon) auch ins Deutsche übersetzt wurde.

### Fachartikel (Auswahl)
- G. Megie, J.E. Blamont: Laser sounding of atmospheric sodium interpretation in terms of global atmospheric parameters. In: Planetary and Space Science. Band 25, Nr. 12, Dezember 1977, ISSN 0032-0633, S. 1093–1109, doi:10.1016/0032-0633(77)90085-X.
- G. Megie, F. Bos, J.E. Blamont, M.L. Chanin: Simultaneous nighttime Lidar measurements of atmospheric sodium and potassium. In: Planetary and Space Science. Band 26, Nr. 1, Januar 1978, ISSN 0032-0633, S. 27–35, doi:10.1016/0032-0633(78)90034-X.
- A. Papayannis, G. Ancellet, J. Pelon, G. Mégie: Multiwavelength lidar for ozone measurements in the troposphere and the lower stratosphere. In: Applied Optics. Band 29, Nr. 4, 1990, ISSN 0003-6935, S. 467–476, doi:10.1364/AO.29.000467.
- D. M. Winker, J. Pelon, J. A. Coakley, S. A. Ackerman, R. J. Charlson, P. R. Colarco, P. Flamant, Q. Fu, R. M. Hoff, C. Kittaka, T. L. Kubar, H. Le Treut, M. P. McCormick, G. Mégie, L. Poole, K. Powell, C. Trepte, M. A. Vaughan, B. A. Wielicki: The CALIPSO Mission: A Global 3D View of Aerosols and Clouds. In: Bulletin of the American Meteorological Society. Band 91, Nr. 9, September 2010, ISSN 0003-0007, S. 1211–1229, doi:10.1175/2010BAMS3009.1.

### Bücher
- G. Mégie: Contribution à l'étude du comportement de l'atmosphère à la mésopause obtenue par sondage laser du sodium. Université Pierre et Marie Curie, Paris 1976 (eingeschränkte Vorschau in der Google-Buchsuche – Dissertation).
- G. Mégie: Ozone, l'équilibre rompu. Presses du CNRS, 1989 (eingeschränkte Vorschau in der Google-Buchsuche).
- G. Mégie: Ozon. Atmosphäre aus dem Gleichgewicht. Springer-Verlag, 1991, ISBN 3-642-84157-0 (eingeschränkte Vorschau in der Google-Buchsuche).
- G. Mégie (Hrsg.): Ozone et propriétés oxydantes de la troposphère. Rapport de l'Académie des Sciences No 30. Éditions Tec et Doc / Lavoisier, Cachan 1993, ISBN 2-7430-0000-7.
- G. Mégie: Stratosphere et couche d'ozone. Elsevier-Masson, 1997, ISBN 2-225-82706-0.
- G. Mégie (Hrsg.): L'ozone stratosphérique. Rapport de l'Académie des Sciences No 41. Éditions Tec et Doc / Lavoisier, Cachan 1998, ISBN 2-7430-0256-5.